# Grégoire Colin
Grégoire Colin (Châtenay-Malabry, 1975. július 27. –) francia színész.
Tizenöt éves kora óta közel negyven filmben játszott, köztük Milčo Mančevski macedón filmrendező „Eső előtt” című, Oscar-díjra jelölt filmjében és Eduardo Mignogna argentin rendező „Adela” című 2000-es munkájában.

## Filmszerepei
- 1992: Olivier, Olivier
- 1993: Rajta, fiatalok! (Roulez jeunesse)
- 1994: Eső előtt (Before the Rain)
- 1996: Nénette és Boni (Nénette et Boni)
- 1997: Homérosz: öregkori önarckép (Nel profondo paese straniero)
- 1998: Titkos védelem (Secret défense)
- 1998: Élet, amiről az angyalok álmodnak (La Vie rêvée des anges)
- 2002: A szex komédia (Sex Is Comedy)
- 2003: Snowboarder
- 2022: Szerelemmel, szenvedéllyel (Avec amour et acharnement)